# NGC 1947
NGC 1947 este o galaxie lenticulară situată în constelația Peștele de Aur. A fost descoperită în 5 noiembrie 1826 de către James Dunlop. Se află la o distanță de 13,91 megaparseci de Pământ.